# Preljev brane
Djelomično ili potpuno pražnjenje umjetnih jezera potrebno je zbog nadolaženja velikih voda, u trenutku kada je jezero puno ili zbog redovitog popravka pojedinih građevina. U tu svrhu služe preljevi i ispusti. Osim toga, treba voditi računa, o mogućnosti propuštanja prijevoza drveta i prijelaza riba (staza za ribe), a na plovnim rijekama i o propuštanju brodova (brodska prevodnica). 
Preljevi i ispusti visokih brana mogu biti na samoj brani ili izvan nje. Nasute brane ne dopuštaju preljevanje, pa su građevine za prelijevanje izvan nje. Preko masivnih brana je prelijevanje moguće ako nisu veoma visoke ili ako se strojarnice ne nalaze pri dnu brane. Preljevi omogućuju i propuštanje leda, plivajućih predmeta, laganog nanosa i drugog. Osim za propuštanje vode, ispusti služe i za propuštanje suspendiranog nanosa (mulj), pa mogu biti donji (bunarski preljev) i srednji. Kapaciteti preljeva i ispusta su vrlo važni za pravilan rad brane. 
U otvorene preljeve spadaju bočni preljevi s brzotokom, a u zatvorene, bočni preljevi vezani na tunel. Na tunel su vezani i preljevi kroz okno. Preljevi masivnih brana mogu biti i sifonski, kroz tijelo brane, ali se oni rijetko primjenjuju. Svi preljevi, osim sifonskih, mogu biti slobodni ili sa zapornicama, a obično su sa zapornicama. Dimenzioniraju se za veliku vodu koja bi se mogla javiti jednom u 1000 godina, a za nasute brane uzima se još i stroži kriterij (10 000 godina).

## Vrste preljeva
Preljevi se mogu podijeliti prema položaju:
- preljevi na objektu
- preljevi na boku doline
- samostojeći preljevi

Preljevi se mogu podijeliti prema načinu upravljanja:
- fiksni preljev (nema zapornice)
- preljev s pokretnim uređajem
- preljev sa zapornicom

## Dijelovi preljeva
Osnovni dijelovi preljeva su:
- kruna preljeva
- korito ili brzotok (za transport vode od krune preljeva do slapišta)
- slapište ili bučnica (za umirenje vode)

Betonske brane najčešće imaju preljev preko tijela brane, dok se kod nasutih brana može dio brane izvesti u betonu kao preljev. Ako je protok veći od protoka na koji je dimenzionirana kontura preljeva, mlaz se odljepljuje od konture preljeva, javlja se podtlak (dozvoljeno do 20 Pa zbog kavitacije) što rezultira povećanjem brzine i protoka preko preljeva (u odnosu na oštrobridni preljev).

### Preljevno polje
Preljevna polja omeđuju se zidom, a zid služi za usmjeravanje toka vode. Dubina vode na preljevu može se izračunati primjenom Bernoullijeve jednadžbe, također treba procijeniti da li će doći do ozračivanja (bubrenja) mlaza (što nastaje zbog snažne turbulencije na površini vode tj. kada turbulentni granični sloj izbije na površinu) ,te i to treba uzeti u obzir. Visina zida određena je nadvišenjem iznad maksimalne razine vode na brzotoku (f = 0,5-0,7 m).
Za osiguravanje prometa preko krune brane, preljev se često dijeli stupovima preko kojih se gradi most. Na brzotocima može doći do pojave kavitacijske erozije, kao i do abrazije. Abrazija je erozija koja nastaje trošenjem konture objekta (ili opreme) nanosom.

### Slapište
Slapište služi za disipaciju (rasipanje ili uništenje) ili odbacivanje energije. Sva energija koja se akumulirala duž usporenog toka treba se potrošiti na malom prostoru nizvodno od brane. Disipacija energije kod evakuacijskih organa:
- mali dio energije utroši se na trenje duž brzotoka (ΔE1)
- ako se preljevni mlaz odbaci u zrak, gdje se dijelomično rasprši i odzrači, dio energije se utroši na stiskanje mjehurića uvučenog zraka pri udaru mlaza o vodenu površinu nizvodnog toka (ΔE2)
- najveći dio akumulirane energije troši se u vrtlozima (turbulencija) koji nastaju prilikom prelaska mlaza iz silovitog u mirno tečenje (ΔE3)

U slapištu se ne disipira sva energija, već manji dio energije u obliku vrtloga odlazi nizvodno, pa treba zaštititi još jedan dio korita nizvodno (kamena obloga, gabioni itd.).

### Umirujući bazen
Umirujući bazen se koristi za padove do 50 m. U njemu se javlja vrtložni valjak hidrauličkog skoka. Kod slapišta (umirujućeg bazena) treba odrediti:
- širinu slapišta
- duljinu slapišta
- kotu dna
- visinu bočnih zidova
- dimenzije i raspored dodatnih elemenata za umirenje (disipaciju) energije

Slapište se može i proširiti. Duljina slapišta bi trebala biti jednaka duljini hidrauličkog skoka, međutim ako se u slapištu izvedu razbijači energije (zubci, pragovi, blokovi ili slično) duljina slapišta može biti nešto kraća. Skraćenje slapišta moguće je ostvariti korištenjem:
- uzvodnih zubaca – mlaz se razbija na veći broj manjih uskih mlazeva, stvara se sila otpora koja doprinosi stabilizaciji mlaza i “smanjenju” druge spregnute dubine
- nizvodnog praga – koji može biti gladak ili nazubljen, podiže mlaz na izlazu iz slapišta da bi se postiglo povratno strujanje koje onda ne uzrokuje potkopavanje temelja)
- središnjih zubaca-blokova – zadržavaju skok u slapištu i omogućuju znatno kraći bazen nego kod ostalih tipova, također se smanjuje i druga spregnuta dubina u odnosu na slapište bez disipatora energije.

### Dinamička opterećenja na slapištu
U slapištu se mogu pojaviti dinamička opterećenja zbog dinamičkog uzgona, kavitacije ili vibracije. Vibracije i kavitacija se pojavljuju u slapištu kao rezultat fluktuacije brzina i tlaka u mlazu i vrtložnom valjku. Za suprotstavljanje dinamičkom uzgonu, ali i preventiva protiv vibracija ploče slapišta se mogu sidriti ili se provodi drenaža ispod ploče slapišta. Kavitaciji su najviše izloženi bridovi blokova (najviše središnjih blokova), ali i ostali dio slapišta. Ako su brzine veće od 25 m/s treba izbjegavati neravnine u slapištu. U slapištima postoji i mogućnost pojave abrazije, ako se u njemu nalazi vučeni nanos koji je tamo dospio temeljnim ispustom.

### Zaštita korita nizvodno od slapišta
Ekonomski je neisplativo umiriti svu energiju u slapištu, pa dio neuništene energije djeluje nizvodno od slapišta, stoga se dno mora zaštititi. Zaštita se izvodi korištenjem kamenih obloga (rip-rap) ili gabiona.
Odbačeni skok (engl. ski jump) je jednostavan i jeftin, pa često se koristi kao izlazni dio evakuacijskih organa, pogotovo kod visokih brana, kod kojih velike brzine stvaraju velike probleme u slapištu (kavitacija, vibracije i slično). Može se koristiti ako je brana temeljena na stijeni i ako se dokaže da erozijska jama koju mlaz iskopa u koritu rijeke neće potkopavati temelje okolnih objekata (brane, brzotoka, tunela) i ugroziti njihovu stabilnost. Odbačenim skokom se mlaz nastoji odbaciti što dalje od objekta. Dio energije se disipira u zraku, gdje se javlja ozračivanje mlaza, drugi dio pri komprimiranju mjehurića zraka u mlazu pri udaru o dno korita i treći dio zbog vrtloženja u koritu.  Neminovno je formiranje erozijske jame u koritu koja ima ulogu umirujućeg slapišta.
Potopljeni skok je kada mlaz vode se ne odbacuje u atmosferu, već se kontrolirano potapa donjom vodom. Može se koristiti ako je brana temeljena na stijeni i ako je donja voda dovoljno visoka (potrebna je veća dubina vode nego kod klasičnog slapišta). Manjih je dimenzija i jednostavnije konstrukcije nego klasično slapište. U odnosu na klasični odbačeni skok, manja je erozija korita nizvodno.

## Ispusti brana
Ispusti masivnih brana prolaze obično kroz tijelo brane, a ispusti nasutih brana vezani su za obilazne tunele. Ako se pored brane nalazi strojarnica, potrebno je paziti da ispuštanje vode ne ometa rad vodnih turbina ili da bude opasnost za pristupne ceste. Zato se na izlazu ispusta postavljaju regulacijski zatvarači, koji mlaz vode pri odbacivanju raspršuju. Ispusti redovito imaju i uzvodno postavljene sigurnosne zatvarače. Optimalan položaj i način raspršivanja vode, najbolje se može riješiti na hidrauličkim modelima. Zbog velikih brzina koje se pojavljuju pri protoku vode, ispusti su u tunelima i kroz tijelo brane obloženi čeličnim cijevima, dimenzioniranim redovito na puni tlak.